# Chó săn Transilvania
Chó săn Transilvania (tiếng Hungari: erdélyi kopó, còn được gọi là Chó săn mùi Transylvania hay Chó săn Hungary) là một giống chó cổ của Romania, trước đây được sử dụng chủ yếu để săn bắn. Nó là một loài săn mùi có kích cỡ trung bình, với đặc điểm đặc trưng bởi một cơ thể màu đen, với những mảng lông màu vàng-nâu và đôi khi màu trắng trên mõm, ngực và tứ chi và những đốm lông mày màu vàng-nâu đặc biệt. Giống chó này có âm thanh ở mức cao khi so với các giống chó có kích thước tương tự. Loài này đã được cứu thoát khỏi sự tuyệt chủng bởi những nỗ lực nhân giống tập trung vào cuối thế kỷ 20. Trước đây có hai giống, chân dài và chân ngắn, được phát triển cho các loại săn bắn khác nhau trong thời Trung Cổ. Chỉ có chủng chân dài còn tồn tại cho đến ngày nay.

## Hành vi và tính khí
Giống chó được mô tả theo tiêu chuẩn FCI là "tốt bụng, dũng cảm, bền bỉ", với một tính khí cơ bản "nhanh, điền đạm, nhưng cũng quyết tâm và sống động", và tiêu chuẩn UKC sử dụng các thuật ngữ tương tự.
Được huấn luyện đúng cách, những con chó giống này có thể săn lùng tương đối độc lập và ở một khoảng cách đáng kể từ những người xử lý, đơn lẻ hoặc theo nhóm. Các hành vi săn bắn được thể hiện bởi giống chó này bao gồm theo dõi (bằng mùi), săn chỉ điểm và lùa con mồi.
Giống chó này có một tiếng sủa có cường độ lớn, như tiếng chuông ngân vang.